# Phare d'Ida Lewis
Le phare d'Ida Lewis Rock (en anglais : Ida Lewis Rock Light), autrefois phare de Lime Rock est un phare inactif situé dans le port de Newport dans le Comté de Newport (État de Rhode Island).
Il porte le nom de Ida Lewis, qui a vécu et travaillé au phare depuis 1857 et en a été la gardienne officielle depuis 1879 jusqu'à sa mort en 1911. Elle a été célébrée pour de nombreux actes de bravoure qui ont permis de sauver des vies.
Il est inscrit au Registre national des lieux historiques depuis le 25 février 1988 .

## Histoire
En 1853, le Congrès autorisa la construction d'un phare à Lime Rock dans le port de Newport. Lime Rock est une corniche calcaire située à environ 200 mètres du rivage. Le phare d'origine était une petite tour de pierre avec une lentille de Fresnel du 6e ordre et une lanterne à l'huile. La lumière a été mise en service en 1854. Au début, le gardien du phare ramait chaque jour de la rive pour entretenir la lumière. En cas de mauvais temps, le gardien de phare pouvait rester la nuit dans une petite cabane en bois.
Le premier gardien de phare était James Stockbridge Lewis, qui avait participé à sa construction. Après six mois, Hosea Lewis, qui était le père de James Lewis et un pilote à la retraite, a été nommé gardien. En 1857, une maison à deux étages fut construite pour le gardien du phare. Lewis et sa famille s'installèrent sur la petite île en 1857.
Quelques mois après son arrivée sur l'île, il a été victime d'un accident vasculaire cérébral. Son épouse, Ida Zordia Lewis et ses enfants s'occupèrent de la lumière. Leur fille aînée, qui s'appelait également Ida Lewis, effectua une grande partie du travail. Après le décès de sa mère, elle est officiellement nommée gardien de phare de 1879 à 1911. L'île et le phare portent le nom d'Ida Lewis depuis 1924.
Le dernier gardien de phare fut Evard Jansen. Il resta jusqu'à l'automatisation de la lumière en 1927. La lumière d'origine fut remplacée par une lampe à acétylène automatisée placée sur une tour à claire-voie. Celle-ci a été désactivée en 1963 et la tour démolie. La lentille originale de Fresnel est exposée au Museum of Newport History.
Le phare et ses ajouts modernes, sont maintenus comme clubhouse du Ida Lewis Yacht Club. L'île est maintenant reliée au continent par une chaussée. Le Yacht Club maintient une petite lumière comme aide privée à la navigation pendant une partie de l'année, de mai à octobre.

## Description
Le phare actuel  est une lanterne de 4 m de haut, située au coin d'une maison de gardien en granit. La tour est peinte en blanc et la lanterne est noire.
Identifiant : ARLHS : USA-398 .
|                       |
| Le phare (après 1927) |

|               |
| Le Yacht Club |

### Lien connexe
- Liste des phares au Rhode Island